# Năm triền cái
Năm triền cái là năm màn ngăn che làm cho con người không thấy được nội tâm mình: Tham lam, sân hận, trạo cử, hôn trầm và nghi ngờ. Năm triền cái là chướng ngại chính cản trở sự thành công trong hành thiền và phát tuệ giải thoát.

## Giải trình
Quán pháp năm triền cái
Khái niệm "PHÁP" trong kinh tạng Nikaya có một nội dung rất rộng. Ở đây, trong phạm vi của Bốn Niệm Xứ cần phân biệt hai loại pháp: pháp thiện và pháp bất thiện, hay pháp chánh và pháp tà.
_Pháp thiện hay chánh pháp là những pháp môn, học pháp, phương pháp tu tập của Đức Phật giúp giải thoát khỏi khổ đau, đem lại an lạc và hạnh phúc. Ví dụ như các pháp
Bốn Chánh Cần, Bốn Thần Túc, Bốn Niệm Xứ, Bốn Thánh Đế, Ngũ căn, Ngũ Lực, Tám Chánh Đạo, Bảy Giác Chi, Như lý tác ý, Chỉ, Quán v..v…..
_Pháp bất thiện hay tà pháp là những pháp gây ra khổ đau, trói buộc, phiền não. Ví dụ như các pháp năm triền cái, năm thủ uẩn, tám tà đạo, các kiết sử v..v…
Ngoài ra các đối tượng bên ngoài ta cũng được hiểu là các "pháp", do đó khái niệm "quán pháp" còn có nghĩa là phải quán xét các pháp trên trong mối quan hệ giữa ta và các đối tượng bên ngoài. Đây chính là yếu tố quan trọng để phân biệt hệ thống quán pháp với các hệ thống quán thân, quán thọ và quán tâm.
Nếu mục đích của quán thân trên thân, quán thọ trên các thọ, quán tâm trên tâm nhằm chặt đứt các kiết sử, phiền não trói cột "ta" vào với đau khổ, thì hệ thống quán pháp giúp đoạn trừ các pháp bất thiện gây cho ta khổ đau trong mối quan hệ giữa ta và các đối tượng khác. Trong mối quan hệ này, phương pháp "quán pháp trên các pháp" chính là quán xét tu tập một pháp thiện trên một pháp bất thiện nhằm khắc phục và đoạn trừ dần những khổ đau do hệ luỵ với các đối tượng khác. Sự phân định này sẽ được thấy rõ hơn trong quá trình quán pháp Năm Triền Cái. 
Trong bài kinh Tam Minh, Đức Thế Tôn đã định nghĩa năm triền cái rất cụ thể: "Cũng vậy, này Vàsettha, có năm triền cái được gọi là chướng ngại cũng được gọi là triền cái, cũng được gọi là màn che, cũng được gọi là triền phược trong giới luật của bậc Thánh. Thế nào là năm ? Dục cái, sân cái, hôn trầm thuỳ miên cái, tạo hối cái, nghi cái" (TrB1, 13=[So.48.30])
Năm triền cái chính là những pháp bất thiện, là tà pháp cần phải đoạn tận, bởi lẽ: "Nói đến một đống bất thiện, này các Tỷ-kheo, nói một cách chơn nhánh là nói đến năm triền cái. Thật vậy, này các Tỷ-kheo, toàn bộ đống triền cái. Thật vậy, này các Tỷ-kheo, toàn bộ đống bất thiện tức là năm triền cái" (TC V:52, tr.410 = [I.5.52]).
--"Năm triền cái này, các Tỷ-kheo, tác thành si ám, tác thành không mắt, tác thành vô trí, đoạn diệt trí tuệ, dự phần vào tổn hại, không đưa đến Niết-bàn" (TƯ5, 97 = [Ve.9.40]).
Cụ thể hơn, trong bài kinh "Ngăn Chặn", Đức Thế Tôn đã nói rõ những sự nguy hại của năm triền cái và ý nghĩa tự lợi- lợi tha trong việc đoạn tận những pháp bất thiện này: "Này các Tỷ-kheo, Tỷ-kheo ấy không đoạn tận năm chướng ngại triền cái này bao phủ tâm, làm yếu ớt trí tuệ. Không có sức mạnh, và trí tuệ yếu kém, sẽ biết lợi ích của mình, hay sẽ biết lợi ích của người, hay có thể biết lợi ích của cả hai, hay sẽ biết lợi ích của người, hay có thể biết lợi ích của cả hai, hay sẽ chứng ngộ được pháp Thượng nhân, tri kiến thù thắng xứng đáng bậc Thánh; sự kiện này không xảy ra.
…Này các Tỷ-kheo, vị Tỷ-kheo ấy, sau khi đoạn tận năm chướng ngại triền cái này bao phủ tâm, làm yếu ớt trí tuệ. Có sức mạnh và có trí tuệ, sẽ biết được lợi ích của mình, hay sẽ biết lợi ích của người, hay sẽ biết được lợi ích cả hai, sẽ chứng ngộ được pháp Thượng nhân, tri kiến thù thắng, xứng đáng bậc Thánh; sự kiện này có xảy ra" (TC V;51, tr.408-409 = [I.5.51])
Chính vì vậy Năm triền cái là hệ thống bất thiện pháp đầu tiên được nêu lên trong hệ thống quán pháp. Muốn đoạn trừ các pháp ác, bất thiện này cần phải quán xét nhận thức thấu đáo lần lượt từng triền cái một.

## Tham dục triền cái
Tham là để chỉ trạng thái mong cầu dục lạc, vui thú qua năm giác quan của hình dáng, âm thanh, mùi hương, vị nếm, và cảm xúc. Trong một dạng cực đoan, tham dục là lòng mong ước mãnh liệt để tìm khoái lạc trong những hoạt động tình dục, của cải vật chất.
Tham dục triền cái nằm trong hệ thống quán pháp có nghĩa là lòng tham dục, luyến ái đối với một hay nhiều đối tượng khác. Trong khi lòng tham dục thuộc bản năng tuần tuý được gọi là tham kiết sử, thì dục ái trên một đối tượng cụ thể khác lại là tham dục triền cái.
Ví dụ tu sĩ A luyến ái, dục tưởng đối với cô B, như vậy tu sĩ A đang bị tham triền cái và cô B là pháp tham triền cái của tu sĩ A. Ông C thèm rượu, thuốc lá; bà D ham mê cờ bạc, như vậy ông C và bà D đều bị tham triền cái chi phối; rượu, thuốc lá, cờ bạc là các pháp tham đối với họ.
Tham triền cái là tấm màn ngăn che trí tuệ khiến con người dễ dàng gây ra những nghiệp ác hại mình, hại người hay hại cả hai, tạo khổ đau ngay trong kiếp này lẫn kiếp sau.
Hai ông vua chỉ vì đam mê sắc đẹp một mỹ nhân sẵn sàng đẩy hai đất nước vào một cuộc chiến tranh đẫm máu để giành lấy người đẹp cho mình.
Một cô gái chân yếu tay mềm nhưng vì luyến ái ngươi yêu dẫn đến ghen tuông, trở thành tội phạm tàn nhẫn sát hại tình địch của mình để rồi chôn vùi cuộc đời trong tù ngục; hoặc nếu không, lại rồ dại tự tử vì tình.
Bên cạnh đó, cũng đã có biết bao những tệ nạn, những thảm cảnh đau thương do tham đắm rượu, ma tuý, cờ bạc… gây ra. Thật khó nói hết được những bi kịch muôn vẻ này!
Đúng như kinh Pháp Cú có câu "Lửa nào bằng lửa tham". Một khi ngọn lửa tham bốc lên, nó có thể đốt cháy tất cả, ngay cho dù đó là tình nghĩa ruột thịt: con giết cha đoạt ngai vàng, anh em đâm chém nhau vì tài sản, vợ chồng lường gạt hãm hại nhau để ngoại tình…
Đối với người tu sĩ, tham dục triền cái không những làm ô nhiễm tâm, ngăn trở tiến trình giải thoát mà còn gây ra sự thối đoạ, trở lui cuộc sống thế tục; hoặc nếu không, phải che giấu cuộc sống phi phạm hạnh của mình. Vị Tỷ-kheo không nỗ lực đoạn trừ triền cái nguy hiểm này sẽ đi đến phá giới hạnh, ngay trong hiện tại bị rơi vào sự khổ đau. Không những thế với tội làm ô uế y áo của Tăng, gây mất lòng tin nơi người khác, khiến Tăng đoàn mang tiếng xấu, theo đạo luật nhân quả vị Tỳ-kheo thối đoạ này còn phải chịu cảnh đoạ xứ, địa ngục trong tương lai về lâu dài.
Một thời tại Kosala, Đức Thế Tôn chỉ vào đống lửa đang cháy lớn hỏi các Tỷ-kheo rằng ôm đống lửa đang cháy và phá giới ôm ấp nữ nhân việc nào tốt hơn. Các Tỷ-kheo trả lời ôm một nữ nhân tốt hơn. Nhưng với trí tuệ Tam Minh thấu suốt nhân quả nghiệp báo nhiều đời kiếp, Đức Phật đã khẳng định: 
"Ta tuyên bố cho các Thầy, này các Tỷ-kheo, Ta nói rõ cho các Thầy, này các Tỷ-kheo, với một người ác giới, theo ác pháp, sở hành bất tịnh, đáng nghi ngờ những hành vi che đậy, không phải Sa-môn, nhưng tự nhận là Sa-môn, không sống phạm hạnh, nhưng tự nhận sống Phạm hạnh, nội tâm hôi hám, ứ đầy tham dục, thánh tình bất tịnh. Thật là tốt hơn cho người ấy ôm ấp ngồi gần hay nằm gần nhóm lửa lớn ấy đang cháy đỏ, cháy đỏ rực, cháy đỏ lửa ngọn.
Vì cớ sao ? Vì do nguyên nhân ấy, này các Tỷ-kheo người ấy có thể đi đến chết, hay đi đến gần như chết, nhưng không vì nhân duyên ấy, sau khi thân hoại mạng chung, có thể sanh vào cõi dữ, ác thú, đoạ xứ, địa ngục.
Nhưng này các Tỷ-kheo, khi một người ác giới theo ác pháp… thánh tình bất tịnh, ôm ấp, ngồi gần, hay nằm gần tay chân mềm mại non trẻ của người con gái Sát-đế-lỵ, hay người con gái Bà-la-môn, hay người con gái gia chủ; như vậy, này các Tỷ-kheo, khiến cho vị ấy bất hạnh đau khổ lâu dài,sau khi thân hoại mạng chung, sanh vào cõi dữ, ác thú, đoạ xứ, địa ngục" (TC VII: 68, tr.458-69= [I.7.68]). 

## Sân triền cái
Sân triền cái là tấm màn ngăn che trí tuệ và chướng ngại đạo thứ hai. Sân triền cái bao gồm cả hai trạng thái sân và hận, trong kinh Nikaya gọi là Phẫn nộ và Hiềm hận. Phẫn nộ là sự tức giận bộc lộ ra ngoài; còn hiềm hận là thù hằn, uất ức ngấm ngầm trong tâm.
Trong khi sân kiết sử thuộc hệ thống quán tâm là tâm sân hận chính là bản thân mình (tức mình, bực mình); thì sân triền cái trong hệ thống quán pháp chính là sự tức giận, hận thù đối với đối tượng khác. Trong kinh Nikaya, đối tượng gây cho ta sân hận được gọi theo nhiều tên khác nhau: đối ngại tướng, chướng ngại tướng, pháp đối ngại, pháp chướng ngại, pháp sân....
Ví dụ ông A phẫn nộ hiềm hận bà B, như vậy ông A đang bị đau khổ bởi sân triền cái và bà B là pháp sân, pháp chướng ngại của ông.
Sân triền cái cũng nguy hiểm không kém gì tham dục. Nó không những khiến ngăn che trí tuệ mà còn dẫn đến những hậu quả tai nạn khôn lường. Chỉ vì một phút nóng giận, không tỉnh giác, không biết kiềm chế cũng có thể gây ra những tội ác, tội lỗi tác hại cho mình và cho người về lâu dài. Vì vậy sân hận cũng được ví như ngọn lửa, chỉ cần một đốm lửa nhỏ nhưng nếu không dập tắt kịp thời sẽ có thể tiêu huỷ cả một cánh rừng rộng lớn trong phút chốc.
Bên cạnh đó, giống như sân kiết sử, sân triền cái cũng có thể gây ra hoặc ảnh hưởng đến những chứng bệnh khác như tai biến tim mạch, trầm uất, điên loạn... Không những thế người ôm giữ sân hận lâu dài còn tạo nên một hành nghiệp bất thiện để rồi phải câu hữu tái sanh trong những môi trường sân hận khổ đau. Hẳn nhiên một Tỳ kheo không biết cách đoạn trừ được triền cái, vẫn còn bị chi phối bởi pháp bất thiện này sẽ không thể chứng nhập và an trú trong trạng thái hỷ lạc của Thánh thiền định
Chính vì thế sân triền cái là một pháp nguy hại ngay trong hiện tại lẫn về lâu dài cần phải đoạn trừ. Do vậy khi sân triền cái khởi lên, ngay đó phải biết rõ: "Nội tâm có sân hận, tuệ tri: "Nội tâm tôi có sân hận"
Trong Kinh Tăng Chi, Đức Phật chỉ ra hai duyên khiến sân triền cái sanh khởi, đồng thời cũng chỉ rõ phương pháp đoạn trừ: "Có hai duyên này, này các Tỷ kheo, khiến tâm sanh khởi. Thế nào là hai? Chướng ngại tướng và không như lý tác ý. Những pháp này, này các Tỷ kheo là hai duyên khiến sân sanh khởi" (TC III, tr.161 = [I.2.11])h
--" Ta không thấy một pháp nào khác, này các Tỷ kheo, đưa đến sân chưa sanh được sanh khởi, và sân đã sanh được tăng trưởng quảng đại, này các Tỷ kheo như đối ngại tướng. Đối ngại tướng, này các Tỷ kheo, nếu không như lý tác ý, đưa đến sân, chưa sanh được sanh khởi, và sân đã sanh được tăng trưởng quảng đại...
Ta không thấy một pháp nào khác, này các Tỷ kheo, đưa đến sân chưa sanh không sanh khởi và sân đã sanh được đoạn tận, này các Tỷ kheo, như từ tâm giải thoát. Từ tâm giải thoát. này các Tỷ kheo, nếu như lý tác ý, thời sân chưa sanh không sanh khởi và sân đã sanh được đoạn tận "(TC I, tr.11 = [I.1.2.2/7])
Cũng trong Tăng Chi, bài kinh "Những Trường Hợp Hiềm Hận" Đức Thế Tôn đã nêu rõ mười trường hợp hiềm hận cụ thể:
"Này các Tỷ kheo, có mười trường hợp hiềm hận. Thế nào là mười ?"
Hiềm hận được kết thành, khi nghĩ rằng: "Nó đã làm hại ta". Hiềm hận được kết thành, khi nghĩ rằng: "Nó đang làm hại ta". Hiềm hận được kết thành, khi nghĩ rằng. " Nó sẽ làm hại ta ".
Hiềm hận được kết thành khi nghĩ rằng: " Nó đã hại người ta yêu, người ta mến..." Nó đang hại người ta yêu, hại người ta mến..." "Nó sẽ hại người ta yêu, người ta mến"
Hiềm hận được kết thành khi nghĩ rằng: " Nó đã làm lợi cho người ta không yêu, người ta không mến". " Nó đang làm lợi cho người ta không yêu, người ta không mến". Hiềm hận được kết thành khi nghĩ rằng: " Nó sẽ làm lợi cho người ta không yêu, người ta không mến". Làm cho vị ấy tức giận không có lý do" (TC X:79, tr.441 = [I.10.79])
Đồng thời ngay sau đó, trong bài kinh "Nhiếp Phục Hiềm Hận", Đức Phật cũng nêu rõ cách đoạn trừ hiềm hận:
" Này các Tỷ kheo, có mười nhiếp phục hiềm hận này, Thế nào là mười ?
Hiềm hận được nhiếp phục, khi nghĩ rằng: " Nó đã làm hại ta, nhưng lợi ích từ đâu đến khi nghĩ như vậy?" Hiềm hận được nhiếp phục, khi nghĩ rằng: " Nó đang làm hại ta, nhưng lợi ích từ đâu đến khi nghĩ như vậy?"
Hiềm hận được nhiếp phục khi nghĩ rằng:" Nó sẽ làm hại ta, nhưng lợi ích từ đâu đến khi ta nghĩ như vậy?" Hiềm hận được nhiếp phục, khi nghĩ rằng: "Nó đã làm hại người ta yêu, người ta mến..."..." Nó đang làm hại người ta yêu người ta mến,..."... Nó sẽ làm hại người ta yêu người ta mến, nhưng lợi ích đâu đến khi nghĩ như vậy?"
Hiềm hận được nhiếp phục, khi nghĩ rằng:" Nó đã làm lợi cho người ta không yêu, người ta không mến..."... "Nó đang làm lợi cho người ta không yêu, người ta không mến..."... "Nó sẽ làm lợi cho người ta không yêu người ta không mến, nhưng lợi ích đâu đến khi nghĩ như vậy?" Không làm cho các vị ấy tức giận không có lý do" (Sđd).
Trường đoạn " nhưng lợi ích từ đâu đến khi nghĩ như vậy " được lập đi lập lại nhiều lần giúp đoạn diệt các tâm niệm hận thù trên đối tượng khác, đây chính là câu Như lý tác ý. Trong kinh Nikaya, Đức Thế Tôn đã chỉ dạy rất nhiều các câu như lý tác ý thích ứng và hiệu quả khác, người tu Phật đọc kỹ để vận dụng trong thực tế.
Như vậy, khi bị sân triền cái chi phối, phải biết quán xét tìm ra những câu tác ý đúng hướng nhằm đối trị hữu hiệu sân hận, thực hiện được điều này chính là đã biết quán pháp Như Lý Tác Ý trên pháp chướng ngại để đoạn trừ sân hận triền cái gây ra.
Theo như lời Phật dạy ở trên, bên cạnh pháp Như lý tác ý, người tu tập Niệm Xứ còn phải biết dùng pháp từ tâm để đối trị, tẩy rửa sân hận triền cái.
Như trong phần quán tâm sân đã nêu rõ: Từ tâm giải thoát là một pháp nằm trong Bốn Vô Lượng Tâm hay Bốn Phạm Trú (trú xứ của Phạm Thiên, Phạm hạnh) gồm Từ, Bi, Hỷ và Xả. Trong đó:
-Từ tâm để đoạn trừ sân tâm,
-Bi tâm để đoạn trừ hại tâm,
-Hỷ tâm để đoạn từ bất lạc tâm,
-Xả tâm để đoạn từ hận tâm.
Tuy nhiên, ở đây sự vận dụng pháp Từ- Bi- Hỷ- Xả để đối trị sân hận triền cái có sự khác biệt.
Nếu tâm sân hận chính bản thân mình thì phải dùng tâm từ-bi-hỷ-xả với chính mình để diệt trừ; còn trong trường hợp tức giận một đối tượng khác thì phải quán xét để tăng trưởng pháp từ-bi-hỷ-xả đối với chính kẻ đang gây cho ta sân hận.Bởi lẽ chỉ có từ-bi-hỷ-xả trên chính đối tượng gây cho ta sân hận mới xoá bỏ được sự tức giận hiềm hận đối tượng đó một cách tích cực nhất.
Thông thường, chúng ta có hai phản ứng khác nhau đối với cùng một việc đáng giận: nếu do người thân yêu gây ra thì ta dễ dàng bỏ qua, trong khi đó nếu người khác làm thì ta lại dễ nổi nóng, tức giận.
Ví dụ trong khi đùa giỡn, một người cha bị đứa con trai quá tay tát mạnh vào mặt nhưng ông vẫn không hề tức giận; hoặc người con trai dù bị mẹ la mắng nhưng ngay sau đó sẽ mau chóng nguôi ngoai không hiềm hận mẹ mình. Ngược lại, nếu người cha hoặc đứa con bị người khác tát tai, mắng chửi thì họ sẽ dễ bị kích động phẫn nộ, hận thù lâu dài.
Sở dĩ có hai phản ứng khác biệt là do người cha yêu con, người con thương mẹ. Chính tình thương đối với người thân đã giúp cho chúng ta tránh khỏi tức giận họ. Và đương nhiên, nếu không có từ tâm nơi người khác thì sẽ dễ dẫn đến phẫn nộ, hiềm hận người khác để rồi chính mình trở thành nạn nhân của ngọn lửa sân triền cái.
Do vậy, muốn diệt trừ tức giận đối với đối tượng khác, cách tốt nhất là phải tăng trưởng lòng từ tâm thương yêu trên chính đối tượng cụ thể đó. Đức Phật dạy phải tu tập từ tâm viên mãn, điều này có nghĩa phải phát triển lòng từ ái mở rộng đến mọi đối tượng chúng sanh. Một khi đã biết thương mọi người như thương chính bản thân mình, nhờ thế sẽ giảm trừ được tức giận nơi những người khác, hoặc biết yêu thương người gây cho ta tức giận như cha mẹ, như con cái, như anh chị em thân yêu của mình thì tình thương đó sẽ giúp ta đoạn trừ phẫn nộ một cách tích cực nhất, giúp ta dễ dàng vượt qua sự bực tức trước những bất như ý do người khác gây ra cho ta.
Thực hiện được như vậy là đã biết quán pháp Từ trên pháp chướng ngại để đoạn trừ phẫn nộ do sân triền cái gây ra.
Đồng thời phải biết tạo Bi tâm nơi kẻ khác tức biết quán xét để thấy rõ hơn những cảnh ngộ, hoàn cảnh đáng thương của kẻ gây cho ta tức giận. Khi biết người đang mắng chửi mình cũng đang bị ức chế do công việc, do thất nghiệp, do bịnh hoạn, do bất hạnh... Nên họ mới có hành vi như vậy, ta sẽ bớt giận hờn và không phản ứng trả thù họ. Thấu cảm với những nỗi khổ đau của người khác sẽ khiến ta không nỡ gây thêm đau khổ cho họ.
Chính bi tâm đã giúp ta đoạn trừ được tâm niệm muốn làm hại kẻ khác và đây là cách quán pháp Bi trên pháp chướng ngại để khắc phục hại tâm do sân triền cái gây ra.
Bên cạnh đó phải biết tạo Hỷ tâm để diệt trừ bất lạc tâm. Thực khó có thể vui mừng, hân hoan khi bị khẻ khác gây cho ta tức giận. Tuy vậy vẫn có thể tạo hỷ tâm bằng cách quán tìm thấy những may mắn trong những cảnh ngộ mà mình đang gặp phải, hoặc những khía cạnh tốt đẹp của pháp sân.
Những câu trả lời của tôn giả Phú-lâu-na trong Trung Bộ 3 (kinh số 145= [Sb.29]) chỉ ra cho chúng ta biết cách tác ý tạo hỷ tâm để vượt qua sự tức giận. Bài kinh kể lại sự việc tôn giả Phú-lâu-na tình nguyện xin Đức Thế Tôn cho phép Ngài được đến hoá độ tại đất nước Sunaparanta vốn nổi tiếng vì nhiều người hung ác. Đức Thế Tôn đã lần lượt đặt ra những tình huống có thể xảy ra nhằm thẩm định khả năng ứng phó của ngài Phú-lâu-na trước những người tạo sân hận. Trong từng trường hợp như vậy tôn giả Phú-lâu-na đều tác ý đến sự may mắn của mình và sự hiền thiện của người dân xứ Sunaparanta.
Đức Thế Tôn hỏi ngài Phú-lâu-na:
"—Này Punna, người nước Sunaparanta là hung bạo. Này Punna, người nước Sunaparanta là thô ác. Này Punna, nếu người nước Sunaparanta mắng nhiếc Ông, nhục mạ Ông, thời này Punna, tại đấy Ông sẽ như thế nào?"
Ngài Phú-lâu-na trả lời:
"—Bạch Thế Tôn, nếu người nước Sunaparanta mắng nhiếc con, nhục mạ con, thời tại đấy con sẽ nghĩ như sau: "Thật là hiền thiện, người nước Sunaparanta này! Thật là chí thiện, người nước Sunaparanta này! Vì rằng họ không lấy ta đánh đập ta". Bạch Thế Tôn, tại đấy con sẽ nghĩ như vậy. Bạch Thiện Thệ, tại đấy con sẽ nghĩ như vậy".
Sau đó Đức Thế Tôn đã tăng dần những tình huống phức tạp hơn và ngài Phú-lâu-na đều biết tạo hỷ tâm bằng cách tác ý về sự may mắn và tính hiền thiện của người dân xứ Sunaparanta nhằm tích cực tăng cường lòng thương yêu để xoá bỏ hận thù.
Nếu bị người nước Sunapanranta đánh đập, thời ngài Phú-lâu –na tác ý mình vẫn còn may mắn và dân Sunaparanta vẫn còn hiền thiện khi chưa ném ngài bằng gạch đá.
Nếu bị người nước Sunaparanta ném gạch đá, thời ngài Phú-lâu –na tác ý mình vẫn còn may mắn vì dân Sunaparanta vẫn còn hiền thiện khi chưa đánh đập ngài bằng gậy gộc.
Nếu bị người nước Sunaparanta dùng gậy đánh đập, thời ngài Phú-lâu-na tác ý mình vẫn còn may mắn và dân Sunaparanta vẫn còn hiền thiện khi chưa đâm chém ngài bằng dao.
Nếu bị người nước Sunaparanta đâm chém bằng dao thời ngài Phú-lâu-na tác ý vẫn còn may mắn vì bao lâu thân ngũ uẩn đeo mang giờ đây còn có người giúp mình cởi bỏ. 
Đức Thế Tôn sau khi biết ngài Phú-lâu-na đã đủ tâm lượng từ bi-hỷ-xả viên mãn để thắng vượt qua sân hận, nên cuối cùng Ngài đã chấp thuận cho vị Thánh tăng ra đi hoá độ Sunaparanta. Và cũng trong mùa an cư năm đó tôn giả Phú-lâu-na đã hoá độ cho một ngàn nam nữ cư sĩ tại địa phương và tự thân mình chứng minh Tam Minh.
Ngài Phú-lâu-na không những là tấm gương tiêu biểu cho tinh thần tự độ, độ tha cao cả của vị Tỷ-kheo Thanh Văn mà còn để lại bài học sâu sắc về đạo đức từ-bi-hỷ-xả cụ thể của người đệ tử Phật.
Như vậy, biết quán xét tìm ra những may mắn trong cảnh ngộ sân giận mà mình đang gặp phải và tác ý theo chiều hướng thấy được sự tốt đẹp của người gây cho ta tức giận từ đó giúp tâm hân hoan hơn, an lạc hơn chính là phương pháp quán pháp Hỷ trên pháp chướng ngại nhằm khắc phục bất lạc tâm do sân triền cái gây ra.
Nhờ biết tăng trưởng quán pháp Từ tâm, Bi tâm, Hỷ tâm trên pháp sân như vậy sẽ giúp dễ dàng đạt tới trạng thái tâm lý là Xả Tâm. Nếu xả tâm trong hệ thống quán tâm là biết tha thứ cho chính mình nhờ vậy giúp ta giải trừ sự hiềm hận mình, bực mình; thì Xả tâm trong hệ thống quán pháp chính là lòng bao dung, độ lượng, sẵn sàng tha thứ cho người đã gây cho ta tức giận. Một khi đã biết tha thứ cho kẻ khác thì không còn hận thù kẻ đó nữa, vì thế xả tâm dùng để đoạn tận hận tâm.
Quán xét để tăng trưởng lòng bao dung, sự độ lượng để tha thứ và không còn thù hận người khác đó là cách quán pháp Xả trên pháp chướng ngại để đoạn trừ hận tâm do sân triền cái gây ra.
Theo ý nghĩa trên, khái niệm Xả tâm trong Bốn Vô Lượng Tâm: Từ- Bi- Hỷ -Xả, phải được hiểu là sự xả trừ lòng hiềm hận, sự xả bỏ hận thù gây phiền não cho tâm bằng cách tu tập tăng trưởng lòng khoan dung, độ lượng, biết tha thứ.
Ngoài ý nghĩa trên, trong kinh Nikaya, khái niệm "Xả" còn có nhiều ý nghĩa khác nhau nữa tuỳ theo mỗi cách quán của từng hệ thống.
"Xả" còn có nghĩa là thí xả, xả ly của cải vật chất để ban phát cho kẻ khác. Pháp "xả" này giúp đoạn trừ lòng xan tham và cũng là thành quả của tâm từ bi được trưởng dưỡng nơi đối tượng khác, vì thế "xả" này thuộc pháp bố thí. Ví dụ như pháp bố thí trong Bốn Nhiếp Pháp (bố thí, ái ngữ, lợi hành, đồng sự).
"Xả" còn có nghĩa là xả bỏ, đoạn xả các pháp bất thiện, không thích đáng để đi tới giác ngộ giải thoát. Trường hợp này thuộc pháp "Xả Giác Chi" của Bảy Giác Chi, hoặc "ly hỷ, trú xả,…. Xả niệm lạc trú" của Tam Thiền hoặc "xả lạc, xả khổ… xả niệm thanh tịnh" của Tứ Thiền.
Tất cả các pháp "Xả" này đều có những giá trị khác nhau và đều giúp cho người thực hành từng bước đoạn trừ khổ đau.
Bên cạnh bốn pháp Từ-Bi-Hỷ-Xả để giải trừ sân hận, trong bìa kinh Trừ Khử Hiềm Hận (TC V:161, tr.613 =[I.5.161]) Đức Phật còn dạy thêm hai pháp khác nữa.
(1) Đó là biết "Vô niệm –không nhớ nghĩ" tức lờ đi, bỏ qua một bên các ý niệm sân hận bằng các câu tác ý "chẳng có lợi ích gì lại nghĩ như thế". Muốn thực hiện theo phương cách này cần phải tăng cường tâm quảng đại, tác ý bao dung mạnh mẽ hơn nữa như trong bài kinh Ví Dụ Cái Cưa (TB1,21=[Sb.3]) đã dạy rõ.
(2)  "Trong người nào, này các Tỷ-kheo, hiềm hận được sanh, trong người ấy, sự kiện nghiệp do mình tạo cần phải an tập là "Tôn giả là chủ của nghiệp, là thừa tự của nghiệp, là khởi duyên của nghiệp, là bà con của nghiệp, là chỗ nương tựa của nghiệp. Phàm nghiệp thiện hay ác được làm Tôn giả sẽ là người thừa tự nghiệp ấy"
Quy luật nhân quả rất công bằng và khi nghĩ đến sự công bằng của luật nhân quả sẽ giúp ta kham nhẫn hơn, hoàn cảnh bất ứng hiện tại, đồng thời cũng giải toả được sự tức giận.
Vả lại "ai gieo gió ắt gặt bão", chính người cố tâm gây cho ta đau khổ sẽ là nạn nhân cho hành động bất thiện của chính họ, nhờ như lý tư duy như vậy sẽ cảm thấy tội nghiệp cho đối tượng và không nỡ oán hận họ thêm. Người không còn ôm lòng thù hận là người cất đi được biết bao nhiêu phiền não khổ đau.
Tập hợp tất cả những pháp giúp đoạn trừ sân hận được gọi chung là pháp vô sân, và cách tốt nhất để đối trị sân triền cái vẫn là chủ động phát triển pháp Từ-Bi-Hỷ-Xả trên chính pháp chướng ngại đó.
Nhằm đoạn diệt sân triền cái được triệt để hơn, người tu tập Bốn Niệm Xứ cũng cần phân biệt thêm các khái niệm nội pháp sân, ngoại pháp sân và nội ngoại pháp sân.
Nội pháp sân là những tính cách, bản tánh tiềm ẩn bên trong của người khác khiến cho ta tức giận họ, ví dụ như tính tình nóng nảy, cố chấp, nhỏ mọn…; hoặc đó là những yếu tố nội tại bên trong của pháp chướng ngại (bị bệnh tật, ức chế, căng thẳng…) khiến cho đối tượng có thái độ khó ưa, khó chịu.
Ngoại pháp sân là những hành vi, cử chỉ, lời nói của kẻ khác nhắm đến ta, chúng biểu lộ bên ngoài rõ ràng khiến cho ta tức giận kẻ đó; hoặc bị những yếu tố bên ngoài chi phối khiến đối tượng gây cho ta sân giận (bị người khác xúi dục, bị kích động do say rượu, do tác dụng của chất kích thích…)
Nội ngoại pháp sân là kết hợp cả hai trường hợp trên.
Từ đây, tuỳ từng trường hợp, cần đoạn trừ sân triền cái bằng nhiều phương cách cụ thể theo nguyên tắc;
_Quán pháp vô sân trên nội pháp sân,
_Quán pháp vô sân trên ngoại pháp sân,
_ Quán pháp vô sân trên nội-ngoại pháp sân.
Đồng thời phải kết hợp:
_Quán tánh sanh khởi trên pháp sân là quán tìm nguyên nhân cụ thể nào khiến cho đối tượng khác gây cho ta tức giận. Tuỳ theo nguyên nhân phát sinh sẽ biết cách hoá giải hợc tránh né pháp chướng ngại đó.
_Quán tánh diệt trừ trên pháp sân là quán tìm cách hoá giải mâu thuẫn với đối tượng để hai bên thông cảm nhau hơn, dễ dàng tha thứ nhau hơn…
_Quán tánh sanh diệt trên pháp sân là vừa tìm hiểu nguyên nhân vừa tìm cách hoá giải xung đột, mâu thuẫn.
Trên đây là nội dung của phần chánh niệm quán các pháp vô sân trên pháp chướng ngại để đoạn từ phẫn nộ, hiềm hận do sân triền cái gây ra.
Tóm lại, người tu Bốn Niệm Xứ phải tích cực ngăn chặn không cho sân triền cái khởi lên bằng cách tăng trưởng tâm từ bi viên mãn, nhưng một khi sân triền cái đã khởi lên phải tức khắc nhận diện đồng thời, tích cực giải trừ bằng các phương pháp vô sân cho đến khi biết rõ chúng không còn gây phiền não cho ta.
Đây chính là nội dung ý nghĩa của lời dạy: "Hay nội tâm có sân hận, tuệ tri. "Nội tâm tôi có sân hận": hay nội tâm không có sân hận, tuệ tri: "Nội tâm tôi không có sân hận". Và với sân hận chưa sanh nay sanh khởi, vì ấy tuệ tri như vậy; và với sân hận đã sanh, nay được đoạn diệt vị ấy tuệ tri như vậy; và với sân hận đã được đoạn diệt, tương lai không sanh khởi nữa, vị ấy tuệ tri như vậy".

## Hôn trầm / thùy miên triền cái
Hôn trầm chỉ trạng thái nặng nề của cơ thể và mờ tối của tâm thức, kéo con người vào một sự lừ đừ và chán nản. Đó cũng là trạng thái tâm lý mệt mỏi, uể oải, lười biếng, buồn ngủ. Đức Phật ví nó như thể bị giam vào một phòng tối, chật chội, không thể di chuyển tự do, trong khi bên ngoài là trời nắng sáng.
"Thina-middha, hôn trầm-dả dượi: hôn trầm là trạng thái uể oải của tâm vương, và dả dượi là trạng thái uể oải của tâm sở.
Một tâm trạng uể oải cũng bất động như một vật vô tri vô giác, như cái nón treo trên cây, như nhựa đeo dính trên khúc gỗ hay một miếng bơ quá đặc cứng khó có thể trét (phết) ra.
Không nên hiểu hôn trầm-dả dượi là trạng thái mỏi mệt không muốn cử động, bởi vì chư vị A-la-hán đã tận diệt hai pháp triền cái ấy đôi khi vẫn còn cảm thấy thân thể mệt mỏi. Hai chướng ngại này dẫn tới tâm lười biếng, uể oải, trái với hạnh tinh tấn, đức kiên trì. Yếu tố tầm, một chi khác của thiền, có thể khắc phục phần lớn, và hoàn toàn chế ngự hôn trầm-dả dượi...
Thụy miên có nghĩa là ngủ gục.
6 điều kiện sau đây có chiều hướng tiêu trừ hai chướng ngại này:
1. Suy niệm về đối tượng của ẩm thực vô độ
2. Thay đổi oai nghi, hay tư thế (đi, đứng, nằm, ngồi)
3. Quán tưởng đối với ánh sáng
4. Sống ngoài trời
5. Tạo giới thân cận tốt
6. Luận đàm hữu ích."

- Trích từ quyển Đức Phật và Phật pháp, tác giả Narada, dịch giả Phạm Kim Khánh, nxb Hồng Đức, 2015, chương 37: Chướng ngại tinh thần (Năm triền cái), trang 420, 421.

## Trạo hối: trạo cử và hối quá
Trạo cử là để chỉ trạng thái tâm và thân như khỉ vượn chuyền cành, không bao giờ chịu ở yên, luôn lay động và/hoặc suy nghĩ lung tung.
Hối quá: hối hận và day dứt về lỗi lầm đã qua.

## Nghi
Nghi là cái lòng nghi ngờ ngăn che không thấy sự thật, chỉ trạng thái nội tâm đặt nhiều câu hỏi rối ren về khả năng của bản thân. Là sự hoang mang không biết có tu đúng phương pháp, đúng mục đích... hay không.
"Vicikiccha, hoài nghi hoặc do dự: vicikiccha là cái gì không hàm chứa phương thức xử lí của trí tuệ ('vi' là không có, 'cikiccha' là trí tuệ). Nó cũng được giải thích là sự bực bội, lo lắng do suy nghĩ lộn xộn. ('vici': tìm kiếm; 'kiccha': bực tức).
Ở đây, hoài nghi không có nghĩa là mất niềm tin, không phải hoài nghi về Đức Phật v.v. bởi một người không phải Phật tử cũng có thể khắc phục hoài nghi, và đắc thiền. Nếu xem như một thằng thúc, tức dây trói buộc chúng sanh vào vòng luân hồi thì vicikiccha là hoài nghi về Đức Phật v.v. nhưng, nếu xem như một chướng ngại tinh thần, thì đó chỉ là một tâm trạng lỏng lẻo, không nhất quyết về điều mình đang làm. Theo bản Chú giải, vicikiccha là không đủ khả năng quyết định một việc gì đó phải là thế nào. Nói khác đi, đó là tâm trạng bất định.
Trạng thái này có thể khắc phục được bằng chi thiền "sát", nghĩa là liên tục chú tâm...
Sáu điều kiện sau đây có chiều hướng tiêu trừ hoài nghi:
1. Thông suốt giáo pháp và giới luật
2. Nghiên cứu, học hỏi và thảo luận
3. Thấu triệt tinh thần của giới luật
4. Niềm tin hoàn toàn vững chắc
5. Thân cận người tốt
6. Luận đàm hữu ích."

- Trích từ quyển Đức Phật và Phật pháp, tác giả Narada, dịch giả Phạm Kim Khánh, nxb Hồng Đức, 2015, chương 37: Chướng ngại tinh thần (Năm triền cái), trang 421, 422.